# Alicia Villarreal
Martha Alicia Villarreal Esparza (San Nicolás de los Garza, Nuevo León, 31 de agosto de 1970), conocida como Alicia Villarreal, es una cantante, compositora y actriz mexicana del género regional mexicano, desde 1992 vocalista e imagen de Grupo Límite que, con su debut discográfico, logró vender más de un millón de copias de su primer disco, superando los dos millones de copias vendidas y en uno de los grupos norteños más exitosos, al vender siete millones de discos durante el periodo de actividad de su formación original, que tenía a Alicia Villarreal como vocalista e imagen. En dos ocasiones ha ganado el Grammy Latino en la categoría de mejor álbum grupero, la primera junto a Límite por el álbum Por encima de todo en 2001 y la segunda en 2004 por el álbum Cuando el corazón se cruza, y ganadora de cuatro premios Billboard y ocho Premios Lo Nuestro. Ha reunido aproximadamente 100,000 personas en el Zócalo de la Ciudad de México y 37,000 personas en Bolivia, lo que la posiciona como unas de las más populares y exitosas exponentes del género regional mexicano.
Comenzó su carrera artística de forma profesional en 1992 cuando junto Gerardo Padilla, Sergio Ponce, Carlos Ramírez, Jesús Cantú y Luis Mario Garza formó Grupo Límite, que obtuvo el éxito rápidamente. Gracias a su imagen impuso una forma de vestir vaquera y el uso de trenzas entre las niñas al final de la década de los noventa. Límite tuvo exitosos conciertos en grandes escenarios como el Auditorio Nacional y el Foro Sol de la Ciudad de México, el Río Nilo en Guadalajara, la Expo-Guadalupe en Monterrey, el Joe and Harry Freeman Coliseum de San Antonio, el Astrodome de Houston, la Expo-Liberia 99 en Costa Rica y el Festival Mundo Latino en París, Francia, además de realizar giras de trabajo por países como Argentina, Bolivia, Chile y Paraguay. Sin embargo, luego de ser por seis años la vocalista del grupo en 2001 tomó la decisión de continuar su carrera como solista incursionando con gran éxito en el género mariachi. Por contrato volvió a trabajar por última ocasión junto a Límite en 2002 y posteriormente de manera no constante grabó otras tres producciones como solista, cada una en diferente género, logrando colocar de esta manera más de veinte sencillos en los Top 10 del Género regional mexicano. Tras celebrar 15 años de trayectoria en 2010, la cantante desapareció de los escenarios y de la escena pública debido a la depresión que le causó la muerte de su hermano y los problemas maritales con su esposo. Nunca dejó de trabajar pero se limitaba a los medios de comunicación y no fue hasta el 2013 cuando reapareció en la pantalla chica en la televisora mexicana TV Azteca como jurado de La Academia Kids y en 2014 repitió su participación y ha vuelto a dar conciertos en México y Estados Unidos.

## Biografía
Nacida en Monterrey, Nuevo León e hija de la hoy divorciada pareja formada por Víctor Villarreal y Martha Esparza, la mayor de cinco hermanos desarrolló desde los tres años el gusto por la música al escucharla con frecuencia junto a su mamá y abuela mientras ellas hacían los quehaceres de la casa y cuando viajaba con su papá que era trailero. Años después comenzó a jugar a ser cantante interpretando frente a sus familiares canciones de artistas que en ese entonces estaban de moda como Bronco, Los Cadetes de Linares y Los Tigres del Norte. Poco tiempo después su familia se mudó al municipio de San Nicolás de los Garza, lugar donde vivió casi toda su niñez y su adolescencia. Cuando en la escuela sus maestros le preguntaban que ocupación quería tener de grande contestaba que sería artista, lo que provocaba que sus compañeros de clase no la tomaran en serio y se rieran de ella. Cuando tenía dieciséis años descubrió que realmente quería dedicarse a cantar profesionalmente, pero su papá no estaba de acuerdo con eso por lo que siguió estudiando; logró acabar la preparatoria y después tomó un curso de computación contable para ayudarle a su familia a pagarles los cheques a sus trabajadores. Más tarde logró convencer a su papá de comenzar su carrera como cantante de manera profesional, y aunque a él no le agradaba del todo la idea de que su hija se dedicara a la música terminó apoyándola ya que sabía que desde muy pequeña tenía el deseo de grabar un disco norteño, con la condición de que tendría que darle la mitad de lo que ganara.
Al inicio de su carrera formó parte de varios grupos locales como la voz principal presentándose en fiestas de cumpleaños, graduaciones escolares, aniversarios y pequeñas reuniones familiares en las que amenizaba interpretando música pop, rock o norteña dependiendo del ambiente de la reunión. Un día junto a una amiga vio en el periódico un anuncio en el que solicitaban coristas para la grabación de un disco; al audicionar, Alicia no solo se quedó con el trabajo, sino que los productores del proyecto decidieron que ella fuera la voz principal en lugar de ser la corista. Con ellos grabó dos discos, el primero baladista y el segundo norteño; sin embargo, aunque estaba haciendo lo que desde pequeña había soñado, no se identificó del todo con los temas que grabó en ambas producciones, no sentía que fueran acorde a su personalidad. Desde ese entonces como muestra del gran afecto que sentía por ella su productor Juan H. Barrón la comenzó a llamar de cariño «Mi Güerita Consentida» y le presentó al "Grupo Taurus" que también manejaba, lo que la sorprendió, ya que eran sus vecinos de toda la vida, pero ella no sabía que ellos eran músicos profesionales y que habían grabado un disco. Por desgracia, en 1994 Juan Barrón murió en un accidente automovilístico, y fue entonces cuando dos de los integrantes del grupo se acercaron a ella para escribir algunas canciones, proponiéndole la idea de crear un grupo de música norteña al que bautizarían Organización Musical Juvenil y que pronto cambiaría de nombre a Grupo Límite.

## Carrera artística

### Por puro amor

Logo de la disquera «PolyGram», con la cual Límite grabó sus primeros cuatro álbumes de estudio que los llevaron al reconocimiento internacional.

Contando con un contrato con la disquera PolyGram, en 1995 la recién formada agrupación comenzó la grabación de sus primeras canciones, las cuales tenían la finalidad de incluirse en su primera producción discográfica. La creación del material Por puro amor, que se grabó dentro del género norteño tuvo una grabación que duró meses, absorbiendo por completo 1995 pero que, una vez casi finalizada se comenzó a promocionar al dar a conocer el primer sencillo Con la misma piedra, que inesperadamente trajo consigo un éxito que ni el grupo ni la compañía imaginaban y logró colocarse en los primeros sitios de las estaciones radiales mexicanas y semanas después en las de Estados Unidos, fenómeno que provocó las altas ventas registradas por el disco cuando este salió a la venta el 6 de junio de 1995. En Semana Santa, Alicia conoció en un baile al entonces futbolista Arturo Carmona, quien dos años más tarde se convertiría en su esposo e inició una relación con el que logró mantener en secreto hasta 1997. El segundo corte promocional fue Te aprovechas, el cual aumentó la popularidad del grupo, principalmente en los países sudamericanos, y el tercero «Yo sin tu amor». Gracias al éxito que tuvieron las tres canciones la producción logró convertirse en disco de oro en México en los primeros meses de 1996. Durante este periodo, se criticó en varias ocasiones la manera de vestir y de peinarse de Alicia, pero con el paso de los meses logró convertirse en la forma de vestir de sus seguidoras. A la par encabezaron su primer baile masivo en el Casino de Apodaca, donde obtuvieron un lleno total de 18 000 personas, imponiendo un nuevo récord de asistencia de dicho recinto. Posteriormente lograron reunir a 80 000 personas en la "Expo Guadalupe" en su natal Monterrey y simultáneamente se les entregó su segundo disco de oro por las 200,000 copias vendidas en México de su primer material. Debido al éxito que el grupo tuvo con su debut discográfico realizó sus primera gira la cual pisó los escenarios de las ciudades más importantes de los Estados Unidos, Argentina y Bolivia lo que los llevó a la internacionalización a tan solo unos meses de su aparición.

### Partiéndome el alma
Para mediados de 1996 Límite lanzó su segundo material discográfico Partiéndome el alma dentro del mismo género musical que habían manejado en su primer trabajo y que logró vender a un par de semanas de su aparición 250 000 copias en México y 150 000 en los Estados Unidos, del cual, el primer corte promocional fue El príncipe. Iniciando 1997 el grupo logró presentarse en el Astrodome de Houston, Texas, recinto en el que nunca se habían presentado artistas mexicanos, convirtiéndose ellos en los primeros logrando reunir a 59 000 personas, además se dio a conocer el segundo sencillo «Juguete». Poco después su disquera PolyGram les otorgó su primer Disco diamante por la venta de 1 000 000 de unidades de su primer material discográfico Por puro amor y seis Discos de oro por su segunda producción Partiéndome el alma. En febrero de ese año Alicia creó por sí sola uno de los primeros escándalos de su carrera al generar revuelo luego de mentir sobre su edad, pues cuando se le preguntó contestó que tenía 22 años, declaración que fue cuestionada semanas y que finalmente, cuando se encontró su acta de nacimiento se comprobó que había mentido respecto al tema ya que contaba con veintiséis años, dato que tuvo que aceptar frente a la prensa. En los premios Billboard de ese año el grupo logró obtener dos preseas, ambas dentro de la categoría del Género Regional Mexicano, la primera por la nominación de álbum del año por su producción Por puro amor y la segunda por la nominación de canción del año por el sencillo El príncipe de la autoría del compositor Alazán, y otras dos en Premios Lo Nuestro como grupo del año y grupo revelación del año dentro de la categoría del género regional Mexicano. A mediados de año se le anexaron dos logros más a su carrera al realizar su segunda gira por Sudamérica reafirmando el éxito con el que contaban en el continente entero, además de presentarse tres días seguidos en el Auditorio Nacional de la Ciudad de México al regreso del viaje, recinto que abarrotaron en sus tres presentaciones.

### Sentimientos
Finalizada su gira internacional, en 1997 Límite grabó su tercer disco de estudio Sentimientos y de inmediato empezó la promoción del mismo que salió a la venta el 31 de octubre de ese año. En este disco se incluyó la canción Without you, que fue la única melodía que el grupo grabó en inglés y dentro del empaque una frase escrita por los miembros de la agrupación: «Bendito nuestro Dios que nos dio la oportunidad de existir y así poder compartir contigo nuestro corazón, nuestros sentimientos», producción que tuvo como primer tema promocional «Hasta mañana». El disco tuvo el mismo impacto en el medio que las anteriores, vendió un total de 500 000 copias en territorio mexicano y otras 500 000 en Estados Unidos, lo que los hizo merecedores a cinco discos de platino. Mientras promocionaban el segundo sencillo titulado Sentimientos, la prensa comenzó a difundir que Alicia y su pareja el futbolista Arturo Carmona con el que llevaba casi dos años de noviazgo se casarían pronto, declaración que ambos negaron varias veces, pero que no se quedó olvidada con el paso del tiempo, sino que por el contrario fue tomando fuerza. En enero de 1998 el grupo se presentó en el Joe and Harry Freeman Coliseum de San Antonio, lo que los convirtió en los primeros mexicanos en dar un concierto allí. Fue en ese entonces que Luis Mario Garza, uno de los músicos salió de la agrupación debido a que tuvo problemas laborales con las decisiones que estaba tomando Alicia, lo que redujo el número de los miembros del grupo. Al poco tiempo de haber pasado este problema trabajaron con el afamado grupo de música Country Caballo Dorado para grabar juntos la producción El baile del millón, a la vez que recibían su tercer Disco diamante por haber superado 1 000 000 de copias vendidas de Sentimientos.

### De corazón al corazón

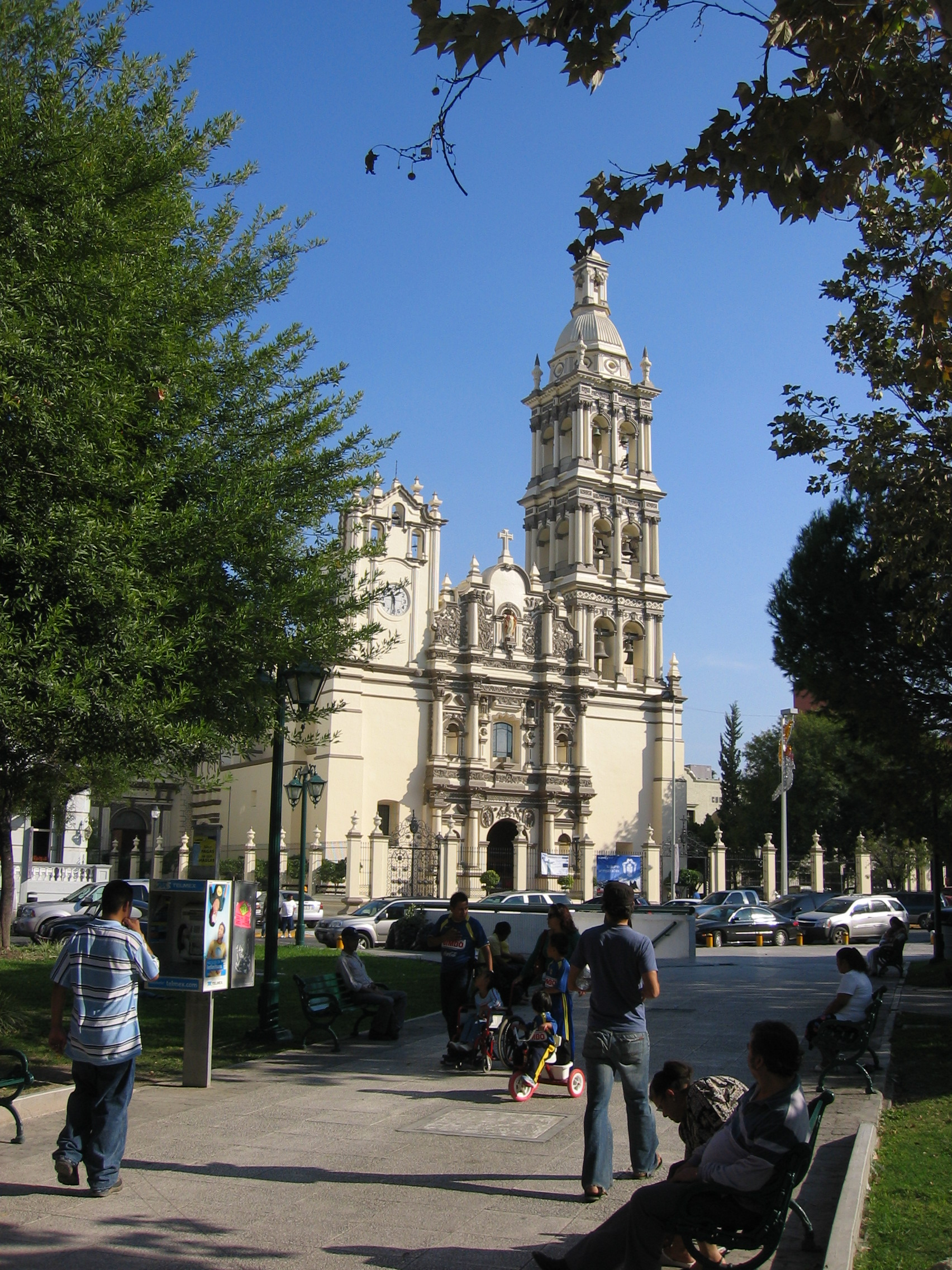
Catedral de Monterrey, lugar donde Alicia contrajo matrimonio con Arturo Carmona el 16 de diciembre de 1997.

Para mediados de 1998 Límite grabó su cuarto y último disco de estudio con PolyGram, que en 1999 fue vendida a la disquera Seagram, y absorbida dentro del grupo Universal Music Group, en la cual Alicia se mantiene hasta el día de hoy, lo que benefició significativamente al grupo gracias a la publicidad más amplia que desde entonces manejaba su nueva disquera. El 20 de octubre de ese año su producción De corazón al corazón que fue grabada con más tintes de Cumbia que sus anteriores proyectos salió al mercado en la mayoría de los países latinoamericanos y alcanzó los primeros lugares de popularidad en ventas gracias al éxito del primer promocional «Adorable ladrón». En los últimos meses de 1998 la vida privada de Alicia comenzó a ser atacada por la prensa debido a los rumores que corrían referentes a que se encontraba embarazada, declaración que negó siendo verdadera para proteger a su hija. Debido a la presión de sus compromisos de trabajo y las frecuentes amenazas que comenzaron a recibir ella y su pareja Arturo Carmona en la vía pública su estado de salud se complicó en los primeros tres meses de su embarazo, lo que complicó más las cosas. Sin embargo, cumplió con todos los compromisos laborales que tenía con Límite y se presentó en el Foro Sol de la Ciudad de México al que asistieron poco más de 50 000 personas y dio a conocer el segundo sencillo La otra parte del amor.
Fue en noviembre que, después de publicarse falsamente que la pareja estaba planeando casarse gracias a un embarazo no planeado y de recibir acoso por parte de la prensa a tal grado que le impedía salir de su casa, Arturo y Alicia decidieron anunciar oficialmente su compromiso matrimonial y, por si fuera poco, que estaban cerca de convertirse en papás, aclarando que ya estaban casados por las leyes de otro país; esto provocó que el grupo se tomara una pausa laboral a la vez de que los músicos discutieran acerca de la decisión que había tomado Alicia, pareciéndoles egoísta además de no favorable la idea de dejar de lado los escenarios. A pesar de esto se alejó temporalmente de la agrupación para dedicarse a los preparativos de su enlace matrimonial y el 16 de diciembre de 1997 se casó por la iglesia en la Catedral de Monterrey a la que asistieron un gran número de familiares, reporteros y seguidores, de la cual vendieron la exclusiva a una revista de espectáculos, ocasión que aprovechó para dedicarle a su recién esposo la canción de su propia inspiración «Solo Contigo». Pero, cuando Alicia vivía uno de los momentos más felices de su vida, en vez de que su boda calmara a los medios los alteró más, porque a los dos días de casada, el 18 de diciembre, se descubrió que Alicia ya se había casado antes de iniciar su carrera como cantante por el registro civil con su antigua pareja Ezequiel Cuevas, hecho que nunca se había mencionado y que negó cuando se supo la noticia, pero que aceptó a principios de 1999, aclarando que había conocido a la persona pero que nunca se casó con el como los medios insistían al presentar un acta de matrimonio falsa. Tres meses después, en abril su hija Melanie nació con perfecto estado de salud.

### Por encima de todo
Tan solo unos días luego de dar a luz el grupo regresó a los escenarios y se les entregó por parte de su nueva disquera Universal Music Group quíntuple Disco diamante por haber vendido 5 000 000 de copias de todas sus producciones discográficas a nivel mundial, las cuales habían llegado a venderse en algunos países de Europa tales como España e Italia y en algunos de Asia como China y Japón. En julio recibieron la invitación de interpretar el tema central de la telenovela Alma rebelde del productor Nicandro Díaz, protagonizada por Lisette Morelos y Eduardo Verástegui, que se transmitió del 19 de julio al 19 de noviembre en el horario de las 7:00 p. m. por Canal de las estrellas, actividad que significó la incursión del grupo al mundo de las telenovelas. Mientras se transmitía la telenovela realizaron su primera visita a Costa Rica, donde reunieron a 20 000 personas en el escenario de la feria Expo Liberia 99, cautivando al público de aquel país. Comenzando el nuevo milenio el grupo empezó la grabación de su quinta producción Por encima de todo que se caracterizó por contener solamente temas inéditos, de los cuales, como en todas las demás producciones algunos fueron escritos por los mismos integrantes, como No me mires así y Acuérdate de Gerardo Padilla, y Si no estás aquí, Toque de amor y Ya no hay amor de Alicia dentro del género que los distinguió desde su debut, pero con fusiones de ritmos tropicales como Salsa y Merengue que les permitió expandir su música en países en los que ya eran conocidos como Chile, además este fue el único material en el que no todas las canciones tuvieron como voz principal a Alicia, sino que se le dio la oportunidad al bajista Jesús Cantú de grabar el tema El amor de mi vida que dedicó a sus familiares.
El primer sencillo de esta producción fue Acaríciame, una cumbia bailable que recibió gran aceptación por parte del público, trabajo que hizo acreedor al grupo al Grammy Latino como mejor álbum grupero. A mediados de año Alicia participó en la película ¿Y si te mueres? bajo la producción, dirección y guion de Abraham Marcos que estuvo filmada en Monterrey, con la que debutó como actriz en la pantalla grande. El segundo promocional fue Veneno y el tercero Capricho loco, los cuales al igual que pasados temas alcanzaron colocarse en la cima del Top 10 del género regional Mexicano. Al finalizar el año los rumores de una desintegración del grupo comenzaron a escucharse entre los medios de comunicación, declaraciones que el grupo desmintió, pero que aumentaron a finales de año cuando se dio a conocer que, con el consentimiento de sus compañeros Alicia optó por grabar su primer disco como solista, lo que produjo que los músicos se apartaran de los escenarios todo 2000, tiempo que Alicia utilizó por completo para empezar su carrera como solista, lo que no significó el fin del grupo siendo que más tarde grabarían una sexta y última producción.

### Soy lo prohibido
Desde principios de 1999 comenzaron los rumores de que el matrimonio entre Alicia y su esposo se estaba desgastando, que peleaban por cualquier cosa y que ya no sentían uno por el otro lo mismo que al principio de su relación. Los rumores sobre un rompimiento comenzaron a incrementarse y poco después ambos anunciaron que se encontraban en trámites de divorcio. A principios de 2001 finiquitaron el trámite, quedando así separados a tan solo tres años de matrimonio, lo que les trajo varias críticas por parte de los distintos medios de comunicación. En el trámite se estableció que ambos compartirían la patria potestad de Melanie pero que residiría con Alicia, que Arturo le pasaría una pensión además de que tendría el derecho de verla en el momento que el quisiera. A pesar de los problemas que tuvieron, terminaron su relación en buenos términos, siempre pensando en el bien de su hija, que en ese entonces solo tenía un año y tres meses de edad. Luego de separarse se rumoró que el ya andaba con otra mujer, lo que negó y que nunca se logró comprobar.
Con los sentimientos a flor de piel a causa de su divorcio y aún como vocalista de Límite el 11 de septiembre de 2001 Alicia presentó su primer trabajo como solista Soy lo prohibido producido por Homero Patrón, que con la intención de presentar al público algo diferente a lo que Alicia había realizado antes se grabó dentro del género Ranchero. En él grabó diez temas, algunos que ya habían sido éxito años atrás y dos inéditos titulados «Llevo las cuentas» de la composición de Amparo Rubín y Te quedó grande la yegua, tema de su propia inspiración que gracias al apoyo que recibió de los seguidores se convirtió en el tema más popular de su carrera. El primer sencillo que se promocionó fue el tema Acompáñame, mismo que en los años 60 fue grabado por Enrique Guzmán y Rocío Dúrcal, que grabó junto a Pedro Fernández lo que significó uno de sus sueños realizados dicho por ella misma ya que desde pequeña admiraba su forma de cantar. El segundo corte promocional fue Te quedó grande la yegua, que se convirtió en el éxito más grande de su carrera y del que siempre se comentó estuvo dedicado a su exesposo Arturo Carmona, y el tercero fue Ladrón, la única cumbia dentro del disco que le dio un toque bailable y juvenil a la producción. Los tres sencillos se colocaron dentro del top 10 de las listas de popularidad del Género Regional Mexicano y convirtieron a Alicia en una de las más versátiles intérpretes de música grupera. Hasta principios de 2001 el disco había alcanzado vender 600 000 unidades en toda Latinoamérica convirtiéndose así en uno de los más vendidos del género. Gracias al éxito del material obtuvo dos preseas en Premios Lo Nuestro dentro de las categorías canción regional mexicana del año por Te quedó grande la yegua y artista regional femenina del año y una en Premios Billboard como álbum regional mexicano femenino del año en sus respectivas entregas de 2002.

### Soy así
Luego de un año de alejarse de la escena musical el grupo Límite regresó con nuevo bajista en 2002 con su álbum Soy así. La producción, que salió a la venta el 12 de noviembre mezcló los ritmos gruperos con el pop y fue producido por A.B. Quintanilla y Cruz Martínez, miembros de la agrupación Kumbia Kings. De este disco se promocionaron los sencillos Ay! papacito que se dio a conocer el 21 de octubre y Soy así, que fueron las últimas canciones que se escucharon en la radio del grupo. El material les otorgó dos nominaciones a los Grammy Latino de 2003 como mejor álbum grupero y mejor canción regional mexicana de las que no lograron obtener las preseas. Dentro de la promoción Alicia descartó los rumores de la separación del grupo y agradeció a sus compañeros la oportunidad que le dieron de presentarse como solista con Soy lo prohibido. Al finalizar la promoción del disco la inquietud de grabar un segundo disco como solista surgió en Alicia, lo que incrementó los problemas dentro de la agrupación, motivo que generó la decisión de dejarla fuera del grupo. Como agradecimiento a los fanáticos dieron una gira de despedida alrededor de la república y un último concierto al que se dieron cita 100 000 fanáticos, presentación con la que se terminó de escribir la historia de un grupo que traspasó fronteras y que dejó su nombre escrito en la música norteña. Por cuenta propia Gerardo, Sergio, Carlos, Francisco y Johnny continuaron trabajando juntos como Límite, lo que no les dio buenos resultados. Como segundo intento crearon el Grupo Euforia a principios de 2004 integrando a dos nuevas vocalistas con lo que nuevamente no obtuvieron los resultados esperados por lo que renovaron el grupo por tercera vez en 2009 bajo el nombre LMT, cuya vocalista fue la cantante Ingrid Lozano, proyecto que duró tan solo un par de años. A finales de 2011 Gerardo y Sergio intentaron tener un acercamiento con Alicia para volver a integrar la agrupación original, pero no llegaron a un acuerdo dado que Alicia consideró estar bien con su carrera como solista, declaración que no fue obstáculo para que decidieran regresar a la escena musical a principios de 2012 como Grupo Límite, marca dividida en tres partes de la que son propietarios Gerardo, Sergio y Alicia, motivo por el que no hubo ningún problema legal en que ellos decidieran volverlo a usar. Con la nueva integración del grupo formada por los integrantes originales Gerardo, Sergio, Carlos y Jesús, el baterista Enrique Ugalde quien trabajó con ellos en LMT, y la vocalista Liz Villanueva, que tiene un gran parecido tanto físico como vocal al de Alicia, Grupo Límite pretende volver a lograr lo que al inicio de la agrupación, y promociona actualmente el sencillo «La fuerza del engaño».

### Cuando el corazón se cruza
Aunque ya se conocían desde 1999, mientras Cruz Martínez producía el disco Soy así se enamoró de Alicia, así como también ella de él, y comenzaron una relación a principios de 2001. Al poco tiempo se comprometió con el y sin darlo a conocer previamente se casó por tercera vez en Las Vegas el 31 de agosto de 2002, justo el día de su cumpleaños número treinta y dos. Con el deseo de unir sus vidas bajo las leyes mexicanas y junto a sus familiares y amigos se re-casaron el 27 de noviembre en Monterrey en una ceremonia muy discreta comparada con la que tuvo con su segundo esposo a las que asistieron muy pocas figuras públicas, entre ellas Tatiana, algunos integrantes de Kumbia Kings, el dúo Sin Bandera, y su excompañero de Grupo Límite Jesús Cantú. Luego de apartarse del medio artístico por algunos meses debido a su boda, «La Güerita Consentida» retomó su carrera en enero de 2003 cuando empezó la grabación de su segundo disco como solista titulado Cuando el corazón se cruza, en el que grabó diferentes géneros, oportunidad que aprovechó para volver a trabajar con su ahora esposo quien le escribió algunas canciones y le produjo el material. Los cortes promocionales fueron No, oh, oh, la suegra en versión cumbia y pop, La que baje la guardia en versión cumbia y ranchera y Soy tu mujer, sencillos que lideraron las listas del Billboard y de popularidad en radio de toda Latinoamérica, causa que dio paso a que una vez a la venta el disco el 16 de marzo alcanzara el número 1 en las listas de ventas en Estados Unidos y Sudamérica; además grabó el dueto Tu ausencia junto al español David Bisbal que también se incluyó en este material.
Durante la promoción del disco hizo varias apariciones en televisión; a principios del año se presentó en los Premios TVyNovelas 2003, luego dos veces en Acapulco, la primera en el "Acapulco Fest 2004" y la segunda junto a Ana Bárbara en un concierto que se grabó y se televisó tiempo después por Canal de las estrellas, el 26 de abril visitó El show de Cristina junto a su esposo, el 18 de mayo se presentó en Otro rollo y el 27 de junio hizo una aparición especial en la tercera temporada de Big Brother VIP. Más tarde obtuvo dos preseas en Premios Lo Nuestro como mejor artista del año y mejor disco grupero, dentro de la categoría del Género Regional Mexicano. Por si fuera poco, ganó su segundo Grammy Latino nuevamente en la categoría de mejor álbum grupero, donde compitió por la presea al lado de Bronco, agrupación que apadrinó a Límite en sus inicios y triunfó en la primera entrega de los Premios Juventud el 23 de septiembre. Tras este logro en octubre y noviembre recorrió Estados Unidos en una gira formada por treinta conciertos que contó con la participación especial de Juan Gabriel, Mariana Seoane y Pablo Montero y que pisó las ciudades de Chicago, Las Vegas y Nueva York, además de tres visitas más a El show de Cristina, la primera el 11 de octubre, la segunda en el especial de Navidad el 20 de diciembre y la tercera una semana más tarde el 27 de diciembre, finalizando así uno de los años más importantes de su carrera. El 7 de abril de 2005, luego de se invitada a participar, apareció en el concierto Selena ¡vive! organizado por A.B. Quintanilla con motivo de la conmemoración de una década del fallecimiento de su hermana Selena que fue televisado por la cadena Univision y se llevó a cabo en Houston, donde interpretó con su propio estilo el tema Si una vez, que en su momento hiciera famoso la reina del Tex-Mex. El 24 de febrero de 2005 obtuvo dos preseas en Premios Lo Nuestro 2005 como artista grupero del año y artista regional femenina del año.

### Orgullo de mujer
Fue entonces cuando Alicia se apartó de los escenarios debido a su segundo embarazo, el cual, estaba previsto para el 27 de diciembre de 2004, pero que, por complicaciones se adelantó al 19 de diciembre y tuvo que ser cesárea; afortunadamente, todo salió bien y Cruz Ángelo nació sano en el hospital de Beverly Hills en Los Ángeles, California pesando tres kilos con seiscientos gramos. Este acontecimiento llenó de orgullo a Alicia, lo que le hizo nombrar a su tercera producción como solista Orgullo de mujer, que fue preparando en los primeros meses de 2006 tiempo que también utilizó para recuperarse de su embarazo. En marzo del mismo año se comenzó a promocionar el material y el 18 de abril el disco que produjo Joan Sebastian salió a la venta. El primer corte fue «Insensible a ti», tema que se colocó desde su lanzamiento en el gusto del público y en los primeros lugares de popularidad en la radio, además de ser escogido por el productor Juan Osorio como el tema principal de su nueva telenovela Duelo de pasiones, que tuvo como protagonistas a Pablo Montero y Ludwika Paleta. En agosto, gracias a este material la Güerita volvió a ser nominada al Grammy Latino, esta vez en la categoría de Mejor álbum ranchero, la cual obtuvo Pepe Aguilar por su disco Historias de mi tierra.
Pasadas unas semanas y ya dada la noticia de que se encontraba por tercera vez embarazada, Juan Osorio invitó a Alicia a participar en la novela actuando, sugerencia que ella aceptó al parecerle interesante, teniendo en mente un papel creado y no uno en el que apareciera como ella misma; fue así como juntos escribieron el papel de "doña Raquelito" que se involucró únicamente en los últimos capítulos del melodrama que inició el 17 de abril y finalizó el 27 de octubre en el horario de las 7:00 p. m. del Canal de las estrellas, actividad que significó su segundo tema de telenovela y su segunda actuación, lo que la llevó a presentarse en los Premios TVyNovelas 2006. El 15 de septiembre formó parte del programa "Fiesta Mexicana ¡Un grito de alegría!" realizado en Acapulco para celebrar el día de la independencia. El segundo corte a promocionar fue «El rollito» y el tercero «Me gustas», balada romántica de la autoría de Joan Sebastian los cuales también se colocaron en el top 10 grupero, mismos que la llevaron a ser reconocida en los Premios Juventud. A finales del año luego de que terminara la novela y la promoción del disco que hizo en programas como "Muévete", Alicia volvió a dejar de lado su trabajo para recibir a su tercer hijo. En enero de 2007 sufrió una baja de presión y fue traslada de urgencia a un hospital de Monterrey donde se reportó en buenas condiciones. A pesar de estar fuera de peligro el resto de su embarazo lo pasó en reposo absoluto, hasta que su tercer hijo al que llamó Félix Estefano llegó al mundo en febrero del mismo año, en el hospital en que su hermano mayor nació un año tres meses atrás.

### La Jefa
En abril de 2008, luego de ausentarse de la música por más de dos años y medio para cuidar a sus hijos y pasar tiempo con su familia y solo haberse presentado esporádicamente como en el Latin Grammy celebra a José José, Alicia regresó al panorama, esta vez autodenominándose como «La Jefa» mismo nombre que utilizó para titular a su cuarta producción discográfica como solista, que estuvo grabada completamente dentro del género norteño, producida por su esposo Cruz Martínez y que se lanzó al mercado el 23 de junio del mismo año. El disco generó polémica entre el público porque se pensó que Alicia se declaraba así misma como la mejor cantante del género, cosa que negó en todo momento explicando que se refería a ser jefa como una actitud de vida. El primer sencillo que se promocionó fue «Caso perdido», que se colocó al igual que pasados sencillos en el top 10 y que dio paso a que una vez a la venta el disco se posicionara como el más vendido dentro del Género Regional Mexicano y el cuarto más vendido de música latina en general según Billboard. A pesar de que el disco estaba teniendo éxito algunos fanáticos de otras artistas del género no se convencían de su nuevo trabajo, situación que se reflejó en septiembre, cuando seguidores de la cantante Lidia Cavazos realizaron una quema de discos y fotografías de la güerita en Monterrey, tachándola de sangrona, alegando además de nos ser justa al nombrarse así luego de dejar el ambiente artístico de lado casi tres años. Debido a la situación se cuestionó a Alicia en varias ocasiones durante el comienzo de la promoción de su nuevo disco, en las que desmintió lo que algunas personas decían de ella y argumentando que respetaba a todos los artistas del género, mencionando además la intención que había tenido desde que estaba en Límite de grabar varios duetos junto artistas como Vicente Fernández o Ana Bárbara, pero que no habían sido posibles por asuntos de las disqueras.
El 10 de octubre su hermano menor Víctor falleció después de volcarse en su auto luego de sufrir un infarto según lo reportado por el capitán de tránsito de Monterrey Alejandro Galván. Por la tragedia, las actividades que tenía programadas se suspendieron temporalmente reanudándose en noviembre, mes en el que estrenó el segundo corte promocional «La Jefa» en las estaciones de radio y en televisión presentándose en los programas Hoy y Muévete en México y en El gordo y la flaca y Don Francisco presenta en Estados Unidos. En marzo de 2010, estrenó su tercer corte promocional titulado «Tus maletas en la puerta», tema que décadas atrás se escuchó en la voz de Yolanda del Río y que Alicia conocía desde que era niña porque su abuela y su mamá la escuchaban en el radio, video que fue censurado en la Unión Americana debido a la violencia explícita que presentaba. Días después, en mayo festejó quince años de trayectoria artística presentándose en el recinto de "La Fe Music Hall", donde interpretó las canciones más famosas de su carrera incluyendo las de su etapa con Límite. El 15 de mayo, se presentó en el Foro Sol de la Ciudad de México como parte del elenco del primer Vive Grupero, al que se dieron cita 12 000 personas y se presentaron casi cincuenta artistas, tales como Banda El Recodo, La Original Banda El Limón, Cardenales de Nuevo León, Los Horóscopos de Durango, Julión Álvarez, Fidel Rueda y Germán Montero, presentación con la que cerró la promoción de este disco.

### Pleitos legales
El 21 de octubre de 2009 su residencia sufrió una orden de embargo luego de no llegar a un acuerdo económico con uno de sus extrabajadores, quien alegaba que había sido objeto de despido injustificado e interpuso una demanda judicial en su contra en 2003, luego de que dejara de trabajar como técnico de audio de Límite el 16 de septiembre de ese año la cual inicialmente era de $30 000, pero que con el paso del tiempo llegó a costarle $1 800 000 lo que generó la pérdida de varios de sus bienes como lo fueron dos camionetas, pantallas de plasma y electrodomésticos, a la par, su esposo Cruz enfrentó una contrademanda por sustraer equipo personal de la casa, lo que dio como resultado otro posible distanciamiento entre la pareja. El 19 de noviembre confirmó ante los medios la decisión de irse a residir a Texas con la finalidad de obtener tranquilidad y estabilidad para sus hijos, aclarando que ese cambio no tenía nada que ver con la demanda que le interpusieron por despido injustificado un mes atrás, pero a tan solo unas semanas de radicar en Texas el 8 de diciembre se anunció que la Interpol la estaba buscando para regresarla a México y así hacerla enfrentar una segunda demanda por despido injustificado, esta vez por su ex-maquillista Aurora Martínez, por lo que regresó a vivir a Monterrey. El 26 de junio de 2011 una seguidora de los Kumbia Kings llamada Kadyz Zapata publicó en su cuenta de Twitter que tenía un hijo pequeño con Cruz Martínez, alegando además que el nunca lo quiso reconocer, retándolo para que se hiciera los exámenes de ADN. El 15 de septiembre luego de un año de no dar una presentación regresó a los escenarios para dar el grito de independencia en la plaza municipal de Escobedo, Nuevo León y en octubre viajó a los países de Argentina y Paraguay para ofrecer una serie de presentaciones. Al regresar, el 28 de octubre se dio a conocer que dos partidos políticos la estaban buscando para que aceptara ser la candidata a la presidencia municipal de San Nicolás de los Garza en las próximas elecciones de 2012, considerando que la popularidad con la que cuenta los puede hacer ganar, situación que se confirmó en febrero, cuando se dio a conocer que se postularía como diputada federal por Nuevo León.
El 6 de enero de 2011, luego de que su exempleada y demandante Aurora Martínez tuviera a favor el juicio que interpuso en su contra por despido injustificado, exigió a Alicia pagar la demanda en su contra, pero con el fin de proteger su patrimonio Alicia depositó todo su dinero en un fideicomiso a nombre de sus hijos, situación que podría terminar en una orden de apertura a dicho fideicomiso para que la demandante reciba la cantidad que dice merecer, lo que traería consigo la consecuencia que Alicia tenga que vender por segunda ocasión sus muebles para pagar. El 30 de enero, otra de sus propiedades con un valor estimado en 2 millones de pesos fue embargada y recibió un nuevo aviso por parte de las autoridades para que liquide el adeudo que tiene con su exempleado. El 21 de febrero, Andrés Manuel López Obrador y el Partido del Trabajo la postularon como candidata a diputada federal en el distrito 4 de Nuevo León con cabecera en San Nicolás de los Garza, situación de la que Alicia se enteró y desmintió el 22 de febrero cuando llegó a Cancún con motivo de su participación en el carnaval. El 26 de marzo volvieron a sonar los rumores sobre un posible divorcio al darse a conocer que Kadyz, la mujer con quien Cruz engañó a Alicia le exige que se haga responsable de su hija de diez meses de edad.

### Últimos años
El 7 de julio de 2017, tras siete años sin componer, la cantante lanzó el sencillo Haz lo que quieras, el cual formara parte de su nueva producción discográfica, el cual contendrá un DVD donde comparte escenario con diferentes artistas como el dúo estadounidenses Ha*Ash con quien canta Te aprovechas, la mexicana María José, con quien interpreta Sentimientos, canción que se convirtió en su segundo sencillo.
En 2022 participó en el reality El retador como jurado, a finales del año 2023 lanza su sencillo Ojo por ojo el cual logra posicionarse número 1 en ventas, en 2024 se presenta por segunda vez en Argentina y al mismo tiempo participa con su hija Melanie en el concurso Juego de voces de TelevisaUnivision.

## Caso de violencia intrafamiliar
En 2025, en una presentación en Michoacán, la interprete hizo una señal de ayuda con su mano derecha en torno a un supuesto ataque de su aún pareja Cruz Martínez.

## Otros programas
- 2013: La Academia Kids 1 - TV Azteca - Azteca Trece - Juez
- 2014: La Academia Kids 2 - TV Azteca - Azteca Trece - Juez
- 2022: El retador - TelevisaUnivision - Las Estrellas - Juez[40]
- 2023: Bake off Celebrity México - HBO Max - Participante[41]
- 2024: Juego de voces - TelevisaUnivision - Las Estrellas - Participante[42]

## Discografía
| Álbumes de estudio con Límite - 1995: Por puro amor - 1996: Partiéndome el alma - 1997: Sentimientos - 1998: De corazón al corazón - 2000: Por encima de todo - 2002: Soy así Álbumes de estudio como solista - 2001: Soy lo prohibido - 2004: Cuando el corazón se cruza - 2006: Orgullo de mujer - 2009: La Jefa - 2017: La Villareal - 2024: Donde todo comenzó | Álbumes recopilatorios con Límite - 1997: Mi historia - 2002: Oro grupero - 2003: Gracias - 2004: Las 32 más grandes de Grupo Límite - 2006: Explosión de éxitos - 2008: Historia musical Álbumes recopilatorios como solista - 2007: La historia... mis éxitos - 2010: 15 años conmemorativo | Álbumes en vivo con Límite - 1999: En concierto - 2005: Último concierto en vivo - 2007: Límite en concierto |

## Premios y nominaciones

### Premios Grammy Latino
| Año  | Categoría                       | Causa                      | Resultado |
| ---- | ------------------------------- | -------------------------- | --------- |
| 2001 | Mejor Álbum Grupero             | Por encima de todo         | Ganadora  |
| 2003 | Mejor Álbum Grupero             | Soy así                    | Nominada  |
| 2003 | Mejor Canción Regional Mexicana | Ay! papacito               | Nominada  |
| 2004 | Mejor Álbum Grupero             | Cuando el corazón se cruza | Ganadora  |
| 2006 | Mejor Álbum Ranchero            | Orgullo de mujer           | Nominada  |

### Premios Lo Nuestro
| Año  | Categoría                         | Causa                      | Resultado |
| ---- | --------------------------------- | -------------------------- | --------- |
| 1997 | Grupo Regional Mexicano del año   | Partiéndome el alma        | Ganadora  |
| 1997 | Grupo Revelación del año          | Partiéndome el alma        | Ganadora  |
| 1998 | Grupo Regional Mexicano del año   | Sentimientos               | Ganadora  |
| 1999 | Grupo Regional Mexicano del año   | De corazón al corazón      | Ganadora  |
| 2002 | Canción Regional Mexicana del año | Te quedó grande la yegua   | Ganadora  |
| 2002 | Artista Regional Femenina del año | Soy lo prohibido           | Ganadora  |
| 2004 | Álbum Grupero del año             | Soy así                    | Nominada  |
| 2004 | Interpretación Grupera del año    | Soy así                    | Nominada  |
| 2005 | Artista Grupero del año           | Cuando el corazón se cruza | Ganadora  |
| 2005 | Artista Regional Femenina del año | Cuando el corazón se cruza | Ganadora  |
| 2007 | Artista Ranchero del año          | Orgullo de mujer           | Ganadora  |
| 2007 | Artista Regional Femenina del año | Orgullo de mujer           | Nominada  |
| 2008 | Artista Ranchero del año          | Orgullo de mujer           | Nominada  |
| 2008 | Artista Regional Femenina del año | Orgullo de mujer           | Nominada  |
| 2010 | Artista Regional Femenina del año | La jefa                    | Nominada  |

### Billboard Latin Music Awards
| Año  | Categoría                                  | Causa                      | Resultado |
| ---- | ------------------------------------------ | -------------------------- | --------- |
| 1997 | Álbum Regional Mexicano del año            | Partiéndome el alma        | Ganadora  |
| 1997 | Canción Regional Mexicano del año          | El príncipe                | Ganadora  |
| 1998 | Álbum Regional Mexicano del año            | Sentimientos               | Nominada  |
| 2001 | Álbum Regional Mexicano del año            | Por encima de todo         | Nominada  |
| 2002 | Álbum Regional Mexicano Femenino del año   | Soy lo prohibido           | Ganadora  |
| 2004 | Canción Regional Mexicano Femenina del año | Ay! papacito               | Ganadora  |
| 2005 | Álbum Regional Mexicano Femenino del año   | Cuando el corazón se cruza | Nominada  |
| 2005 | Canción Regional Mexicano Femenina del año | Soy tu mujer               | Ganadora  |
| 2007 | Álbum Regional Mexicano Femenino del año   | Orgullo de mujer           | Ganadora  |
| 2010 | Álbum Regional Mexicano Femenino del año   | La jefa                    | Nominada  |

### Premios Furia Musical
| Año  | Categoría                  | Causa                  | Resultado |
| ---- | -------------------------- | ---------------------- | --------- |
| 1996 | Grupo Revelación del año   | Por puro amor          | Ganadora  |
| 1997 | Grupo del año              | Partiéndome el alma    | Ganadora  |
| 1997 | Cantante Femenina del año  | Partiéndome el alma    | Ganadora  |
| 1999 | Grupo Más Versátil del año | Del corazón al corazón | Ganadora  |
| 2001 | Cantante Femenina del año  | Soy lo prohibido       | Ganadora  |

### Texano Music Awards
| Año  | Categoría                  | Causa                 | Resultado |
| ---- | -------------------------- | --------------------- | --------- |
| 1998 | Mejor Grupo Texano/Norteño | Sentimientos          | Ganadora  |
| 1999 | Mejor Grupo Texano/Norteño | De corazón al corazón | Ganadora  |